# COX-2 inhibitor
COX-2 selektivni inhibitori ili koksibi su grupa nesteroidnih antiinflamatornih lekova (NSAID) koji direktno deluju na , enzim koji je odgovoran za inflamaciju i bol. Selektivna inhibicija COX-2 enzima redukuje rizik pojave peptične ulceracije. To je glavna karakteristika celekoksiba, rofekoksiba i drugih članova ove klase lekova. COX-2 selektivnost ne umanjuje druge nepoželjne efekte NSAID lekova (pogotovu povišeni rizik od bubrežne insuficijencije), a rezultati nekih istraživanja ukazuju i na povišeni rizik od srčanog udara, tromboze i moždanog udara kao posledica relativnog povišenja nivoa tromboksana. Rofekoksib (poznatiji kao Vioxx) je povučen sa tržišta 2004 zbog ovih problema.

## Istorija istraživanja
gen miša je klonirao UCLA naučnik dr. Harvi Herčman. Enzim je otkrio 1988. Danijel Simons. On je odmah uvideo značaj svog otkrića, te je istog dana odredio sekvencu enzima. Naknadno je kompanija Pfizer, sa kojom je Simons imao ugovor, navodno raskinula ugovor i odbila ispoštuje njegova autorska prava, iz kog razloga je usledio dugotrajni sudski spor.

## Literatura
- Green, G. A. (2001). „Understanding NSAIDs: from aspirin to COX-2”. Clin Cornerstone. 3 (5): 50—60. PMID 11464731. doi:10.1016/S1098-3597(01)90069-9.
- Malhotra S, Shafiq N, Pandhi P (2004). „COX-2 Inhibitors: A CLASS Act or Just VIGORously Promoted”. MedGenMed. 6 (1): 6. PMC 1140734 . PMID 15208519.
- Montero Fernández MJ, Rodríguez Alcalá FJ, Valles Fernández N, López de Castro F, Esteban Tudela M, Cordero García B (2002). „[At what care level are cyclo-oxygenase-2 inhibitors prescribed?]”. Aten Primaria (на језику: Spanish; Castilian). 30 (6): 363—7. PMC 7676627 . PMID 12396942. doi:10.1016/s0212-6567(02)79048-3. Архивирано из оригинала 08. 07. 2007. г. Приступљено 23. 01. 2012.
- Chancellor JV, Hunsche E, de Cruz E, Sarasin FP (2001). „Economic evaluation of celecoxib, a new cyclo-oxygenase 2 specific inhibitor, in Switzerland”. Pharmacoeconomics. 19 Suppl 1: 59—75. PMID 11280106. doi:10.2165/00019053-200119001-00005.
- Kamath CC, Kremers HM, Vanness DJ, O'Fallon WM, Cabanela RL, Gabriel SE (2003). „The cost-effectiveness of acetaminophen, NSAIDs, and selective COX-2 inhibitors in the treatment of symptomatic knee osteoarthritis”. Value Health. 6 (2): 144—57. PMID 12641865. doi:10.1046/j.1524-4733.2003.00215.x.
- "Osteoarthritis drug Celebrex (celecoxib) less likely to cause increased blood pressure than Vioxx (rofecoxib)"; European League Against Rheumatism (EULAR) conference proceedings.
- Johnsen, J. I.; Lindskog, M.; Ponthan, F.;  . (2004). „Cyclooxygenase-2 is expressed in neuroblastoma, and nonsteroidal anti-inflammatory drugs induce apoptosis and inhibit tumor growth in vivo”. Cancer Res. 64 (20): 7210—5. PMID 15492235. doi:10.1158/0008-5472.CAN-04-1795.
- Dai, Carolanne; Stafford, R. S.; Alexander, G. Caleb (2005). „National Trends in Cox-2 inhibitor use since market release: non-selective diffusion of a selectively cost-effective innovation”. Archives of Internal Medicine. 165 (2): 171—177. PMID 15668363. doi:10.1001/archinte.165.2.171. Archives of Internal Medicine. .}-